# Vsauce
A Vsauce (/ˈviːsɔːs/) egy YouTube csatorna, amit Michael Stevens indított. A csatornákon tudományos, pszichológiai, matematikai és filozófiai témájú videók, valamint játékok, technológia, populáris kultúra és egyéb általános érdeklődésre számot tartó témák találhatók.

## Történet
2010. április 17-én Michael Stevens elindította a Vsauce fő csatornáját. A LÜT 18. epizódja szerint az eredeti Vsauce csatornán a " Vsauce" név egy hamis neveket generáló oldal segítségével született. Miután Stevens létrehozta a Vsauce.com weboldalt, regisztrálta azt, és elkezdte feltölteni a videókat. Kezdetben a csatorna programja a videojátékokra összpontosított, és számos műsorvezetővel szerepelt. Azonban bizonyos szegmensek, mint például az IMG! lassan átvették az irányítást, és Stevens lett az egyedüli műsorvezető, majd a csatorna az információk és az online tevékenységek keverékévé vált, és kizárólag oktatási szegmensek bukkantak fel. Az oktatási szegmensek egyre népszerűbbek lettek, és 2012. szeptember 9. óta csak az oktatási szegmens (az úgynevezett DOT.) kerül bemutatásra.
2010 decemberében megszületett a Vsauce2 (december 7) és a Vsauce3 (december 24). 2012. július 25-én megszületett a WeSauce. A Vsauce volt az egyik leggyorsabban növekvő csatorna 2012 szeptemberében. Ebben a hónapban a Vsauce fő csatornája elérte az 1 millió feliratkozót.

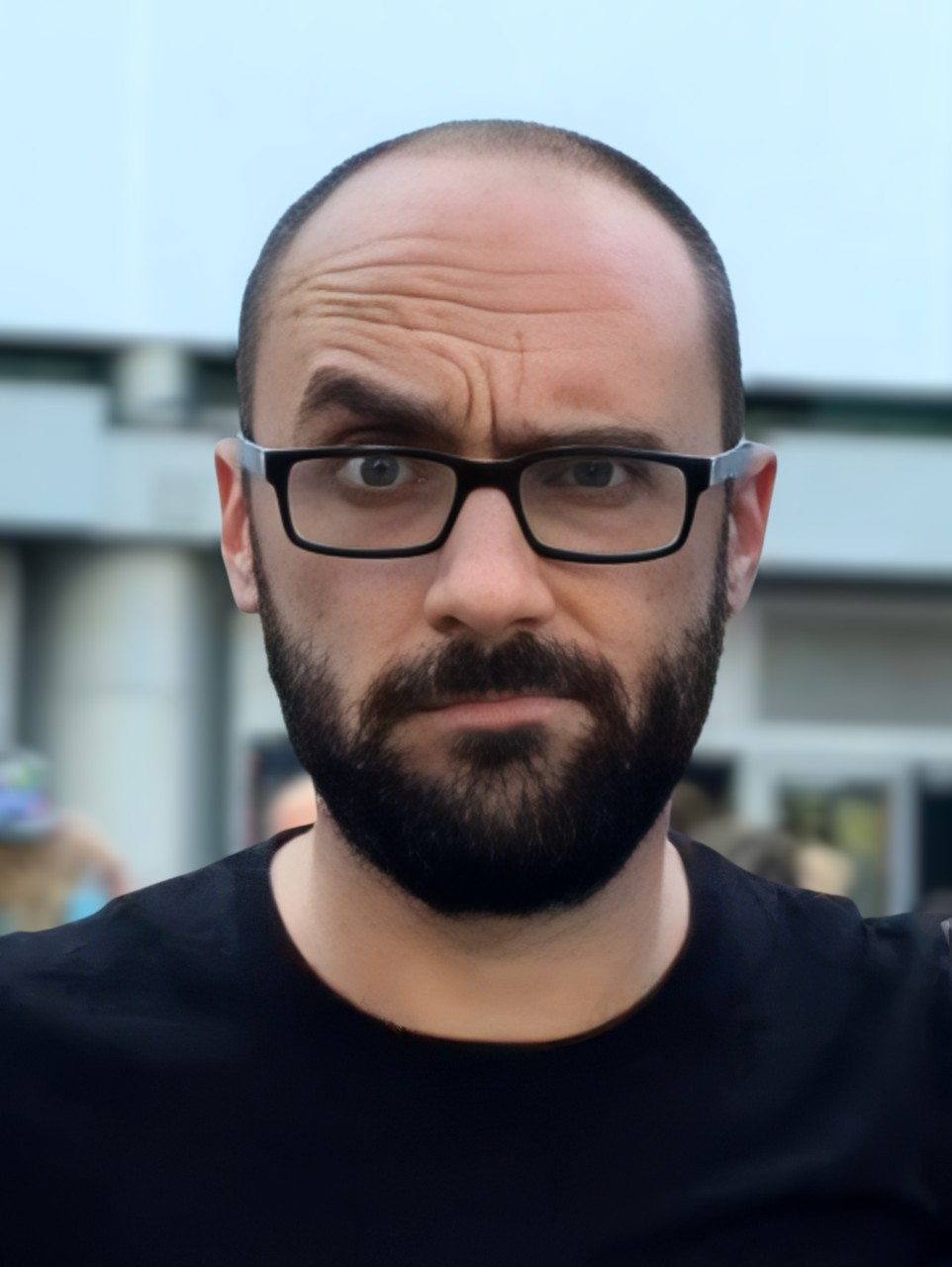
Michael Stevens

## Csatornák

### Vsauce
A Vsauce csatornát, amelyet a márka egészétől és a többi csatornától való megkülönböztetés érdekében Vsauce1-nek is neveznek, tudományos, matematikai, antropológiai és filozófiai témájú videókat tartalmaz. Az elsődleges sorozatokban Stevens egy témát vagy kérdést tárgyal érintőlegesen, a kérdés különböző értelmezéseivel és a kapcsolódó tényekkel és megfigyelésekkel. Stevens 2013-ban azt nyilatkozta, hogy a Wikipédián és tudományos cikkekben kutat, hogy információkat találjon a videóihoz. Stevens 2017-ben együttműködött Adam Savage pedagógussal és televíziós személyiséggel egy Brain Candy Live című műsor erejéig.
Több Vsauce videó is szerepelt olyan internetes sajtóoldalakon, mint a The Huffington Post, CBS, és a Gizmodo.

#### Mind Field
A Mind Field (szójáték az aknamező (minefield) és az elme (mine) szavakból) egy amerikai webes televíziós sorozat, amelyet kizárólag a Youtube Premium (korábban YouTube Red) számára gyártottak, és amelyet Michael Stevens készít és mutat be. A Mind Field három évada jelent meg a Vsauce-on, mindegyikben nyolc epizóddal. 2019. október 1-jén az összes epizód ingyenesen, hirdetésekkel együtt nézhetővé vált a Youtube Premiummal nem rendelkezők számára.

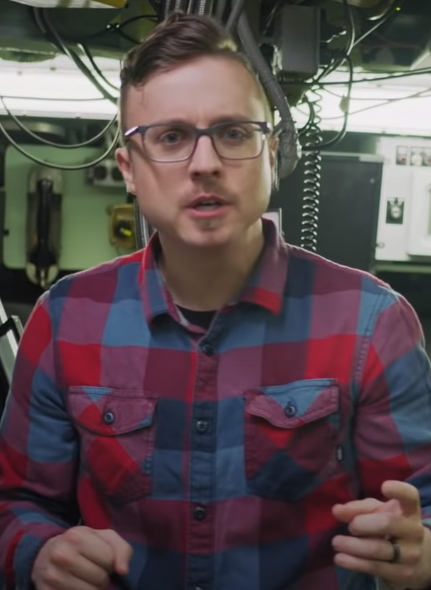
Kevin Lieber

### Vsauce2
A Kevin Lieber által vezetett Vsauce2 rendhagyó ismeretekkel, kütyükkel és emberekkel kapcsolatos témákkal foglalkozik. 2019 óta a Vsauce2 nagyrészt valószínűséggel, paradoxonokkal és dilemmákkal kapcsolatos videókat készít, amelyek többnyire matematikai vagy gazdasági jellegűek, és valós helyzeteken keresztül szemléltetik őket. 2019 előtt visszatérő szegmensek alatt jelentek meg videók, mint például a MindBlow, BiDiPi, 54321 és BOAT.

#### The Create Unknown
2018 novemberében Lieber és a csatorna producere, Matt Tabor elindította a The Create Unknown podcastot, amely digitális alkotókkal készít interjúkat. A podcastben interjúkat készítettek Casey Neistattal, Derek Mullerrel a Veritasiumtól, Destin Sandlinnel a Smarter Every Daytől, Dolan Darkkal, iDubbbzzel és Grandayyel.

### Vsauce3

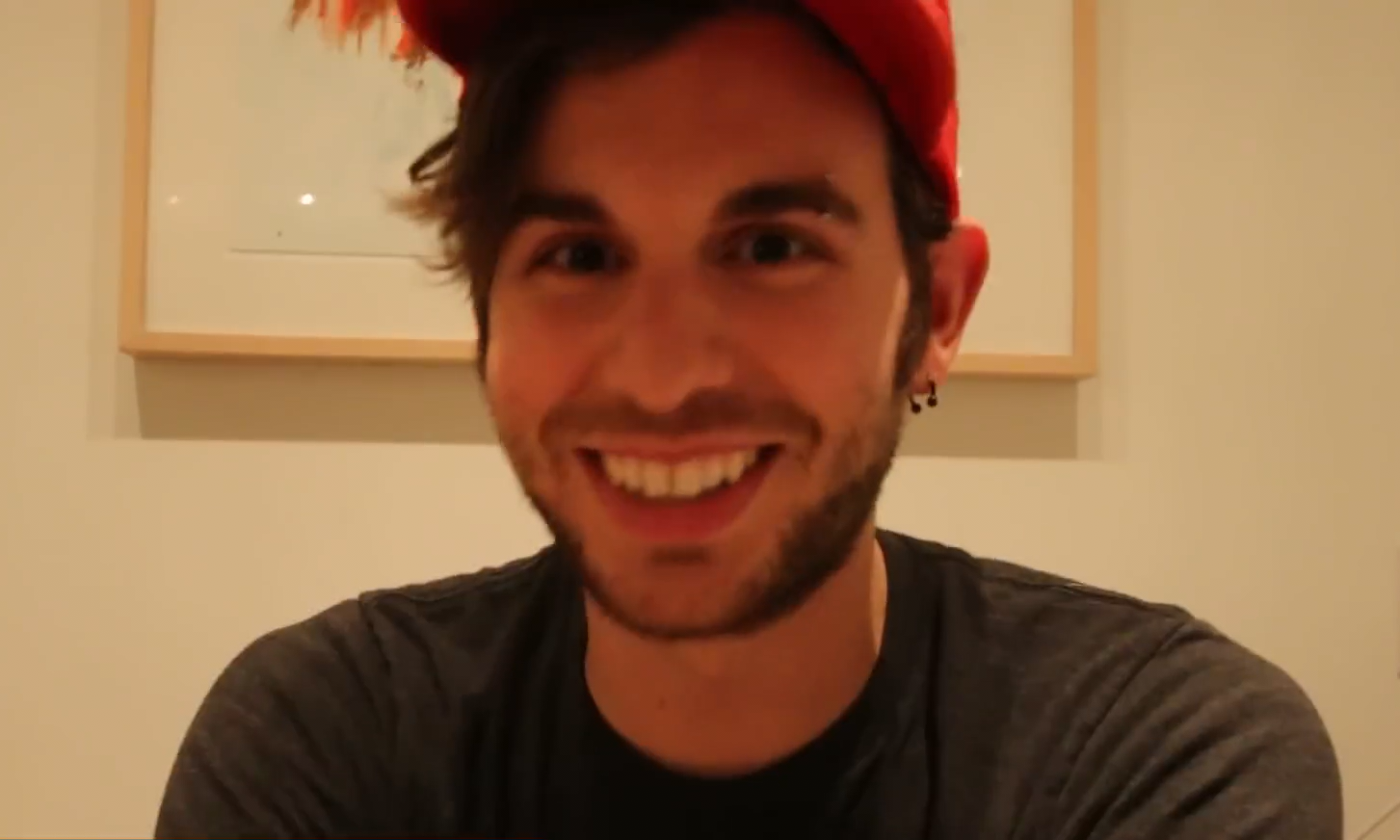
Jake Roper

A Vsauce3 házigazdája Jake Roper. A csatorna fiktív világokról és videojátékokról szól. Jelenleg négy visszatérő szegmens van: HeadShot, Game LÜT, 9bit és Fact Surgery. A Vsauce3 együttműködött Joe Hanson YouTuberrel az It's Okay to be Smartból és Vanessa Hill-lel a BrainCraftból. Emellett olyan videókat is bemutatott már, amelyekben Bill Nye, Jack Black, a Muppets, Paul Rudd és Neil deGrasse Tyson hírességek vendégszerepeltek. 2015. november 25-én Jake felfedte, hogy szarkómája van, a rák egy ritka formája. December 19-én Jake bejelentette, hogy megkezdte a kezelést, és az alsó lábszárán lévő daganatot sikeresen eltávolították egy műtéttel.

### WeSauce
A WeSauce egy olyan csatorna volt, amely a Vsauce csatornák rajongóinak munkáit gyűjtötte össze. A csatornán a BiDiPi, JAM, Music LeanBack!, Riddle Challenge, This World of Ours és ITVS szegmensek szerepeltek. A WeSauce 2015. október 15. óta inaktív.

### D!NG
A D!NG, korábban DONG (Do Online Now, Guys), a Vsauce egyik mellékcsatornája, amely szokatlan oldalakat, alkalmazásokat és játékokat mutat be az internetről. Egyes videók a matematika és a tudomány különböző témáira is fókuszálnak. A DONG korábban a Vsauce fő csatornáján, majd a Vsauce3 csatornán szerepelt, mielőtt 2015-ben elindult a saját csatornája, az első videót 2015. október 29-én töltötték fel. A csatornát 2019. május 12-én átkeresztelték D!NG-re, látszólag azért, mert a csatornát demonetizálzák, mert a neve nem volt hirdetőbarátnak tekinthető.

## Kollaboráció
Michael Stevens olyan emberekkel működött együtt a Vsauce1 csatornán, mint Bill Nye vagy a The Filthy Frank Show. A Vsauce két videón is együttműködött Henry Reichgel, a MinutePhysics munkatársával: "Fegyverek az űrben" és "Mi lenne, ha a Föld üreges lenne?". 2014-ben Jake a Vsauce3-ról a Did You Know Gaming? című sorozat két epizódját narrálta, amely a Game Boy-ról szólt. 2016 augusztusában Stevens a BattleBots című műsor vendégműsorvezetője volt. 2018. március 24-én Stevens nagyrészt részt vett a HowToBasic YouTube-csatornáján bemutatott együttműködésben.

## Díjak
2014-ben a Vsauce elnyerte a legjobb hírekért és információkért járó Webby for People's Voice díjat.
2014-ben és 2015-ben a csatorna elnyerte a legjobb tudományos és oktatási csatornának, műsornak vagy sorozatnak járó Streamy-díjat.

## Fordítás
Ez a szócikk részben vagy egészben  a   Vsauce című angol Wikipédia-szócikk ezen változatának fordításán alapul.  Az eredeti cikk szerkesztőit annak laptörténete sorolja fel. Ez a jelzés csupán a megfogalmazás eredetét és a szerzői jogokat jelzi, nem szolgál a cikkben szereplő információk forrásmegjelöléseként.